# Marcel Van
Marcel Nguyễn Tân Văn född 15 mars 1928 i Ngăm Giáo, Bắc Ninh, Vietnam, död 10 juli 1959 i Yên Bình, Yen Bai, var en vietnamesisk redemptorist.
Van, som var djupt troende, internerades i ett kommunistiskt arbetsläger, eftersom han vägrade att avsäga sig sin kristna tro. Han avled av utmattning och sjukdom.
Hans saligförklaringsprocess inleddes 1997.